# Guarani (kommun i Brasilien)
Guarani är en kommun i Brasilien.   Den ligger i delstaten Minas Gerais, i den sydöstra delen av landet, 800 km sydost om huvudstaden Brasília. Antalet invånare är 8 688. Arean är 265 kvadratkilometer.
Terrängen i Guarani är platt västerut, men österut är den kuperad.
Omgivningarna runt Guarani är huvudsakligen savann. Runt Guarani är det ganska glesbefolkat, med 34 invånare per kvadratkilometer.